# 門馬良 今日も気分上々
門馬良　今日も気分上々（もんまりょうきょうもきぶんじょうじょう）は2009年4月6日から2010年4月2日までRKB毎日放送（RKBラジオ）で放送されていた平日午前のワイド番組である。

## 放送時間
- 月曜日～金曜日 9:00～13:00（JST）

## パーソナリティ
メインパーソナリティ
- 門馬良

サブパーソナリティ
- 久米ゆき（月・火・水）
- 葉山さつき（木・金）
- 山際千津枝（火）

## コーナー
- 前半（9:00～11:00）はタイムリーな日替わりテーマ
- 後半（11:00～13:00）は各曜日決まったテーマでリスナーからお便りを募集する
  - 月曜日：あなたの上々ニュース･･･週末の出来事などを募集する
  - 火曜日：人生いろいろ・上々人生相談･･･パーソナリティがリスナーから受けた人生相談をする
  - 水曜日：上々リクエスト
  - 木曜日：上々探検隊
  - 金曜日：上々エンタテイメント･･･週末の予定を募集する

- 後半は「あなたのお昼ごはんおしえてください」というテーマでも募集している

- 上々アラカルト（9:35頃）･･･女性パーソナリティがタイムリーな話題を紹介するコーナー
- 門馬良　気になるソコントコ（9:45頃）･･･門馬良が気になる最近のニュースを独自の目線でコメントするコーナー
- 上々リポート（10:20頃）･･･リポーターがタイムリーな話題をリポートするコーナー
  - 月曜日：上々ニュース
  - 火曜日：上々カンパニー
  - 水曜日：上々ランチ
  - 木曜日：上々ランキング
  - 金曜日：上々パーソン
- 永六輔の誰かとどこかで（10:30頃～、TBSラジオ 制作）
- 上々コラム（11:10頃）･･･レギュラー講師陣や専門家などに話を伺う
  - 月曜日：スポーツアナのスポーツ
  - 火曜日：山際千津枝のフリートーク
  - 水曜日：水曜シネマナビ（山本真理子が公開前（公開中の場合もある）の映画を紹介する）
  - 木曜日：おのむら先生（小野村健太郎）のアンチエイジング
  - 金曜日：龍山康朗の天気
- 日刊　今日のホークス（11:20頃）･･･RKBスポーツアナウンサーがその日のホークス戦を先取りして解説するコーナー（プロ野球シーズン中のみ）
- さわらの秋めぐり（木11:15頃）･･･福岡市早良区の秋のイベントや観光スポットを紹介する
- 今日の上々クイズ 出題（11:30頃）
- はがきでこんにちは（11:55～、TBSラジオ 制作）
- 今日の上々音楽（12:05頃）･･･パーソナリティが選曲したオススメの一曲を紹介するコーナー
- 今日の上々クイズ 正解・当選者発表（12:15頃）
- 曜日別コーナー（12:30頃）
  - 月曜日：マルキンげんき通信・小学校校歌自慢･･･リポーターがエリア内の小学校を訪れ、児童にインタビューをするコーナー。コーナーの初めには、訪れた小学校の児童が歌った校歌が流れる。
  - 火曜日：山際千津枝の魅惑のレモンレシピ･･･山際千津枝が、ポッカレモン100を使った簡単に出来る料理のレシピを紹介するコーナー。
  - 水曜日（以下の2つのコーナーを1週間ずつ交互に放送する）
    - 菊池渓谷 水物語･･･菊池渓谷温泉の最近の話題を紹介するコーナー。
    - まるごと唐津いただきます･･･JA唐津圏内で収穫される農作物を紹介するコーナー

  - 木曜日：大分まるごと探検隊･･･大分県出身の川内信江が大分県の最新情報を紹介する
  - 金曜日：元気になれる、本物のココロ

### 過去に放送されたコーナー
- 上々人間模様･･･周りにいるユニークな人を募集する
- JALわくわく静岡直行便･･･静岡県出身の櫻井浩二アナが静岡県の魅力を紹介する

## エピソード
- RKBラジオまつり2009の特別企画として、気分上々!!ニコチャン弁当があった。番組とニコチャン弁当とのコラボ企画であり、リスナーからレシピを募集し、山際千津枝が監修した
  - 9種類の弁当を実際にニコチャン弁当の店舗で販売し、人気ベスト3をRKBラジオまつり2009で販売した